# جیم کریگن
جیم کریگِـن (انگلیسی: Jim Cregan؛ زادهٔ ۹ مارس ۱۹۴۶) موسیقی‌دان، گیتارنواز و ترانه‌سرای اهل بریتانیا است. وی با هنرمندان بزرگی چون راد استیوارت، د کوایر بویز، کتی ملوآ، جنیس ایان، کت استیونز، پیابو برایسن، جو کاکر، جولی دریسکال، ماری هد، مایک بت، راجر تیلور و ریتا کولیج همکاری داشته‌است.
وی همسر پیشین لیندا لوئیس و مدتی تهیه‌کننده موسیقی آثار وی بود.